# Tengjur
Tengiur (tyb.: བསྟན་འགྱུར, transliteracja Wyliego: bstan 'gyur; tłumaczenie: Przetłumaczenie Traktatów) – tybetański zbiór traktatów, komentarzy buddyjskich sutr i tantr. Kolekcja Tengjuru znajdująca się w Pekinie zawiera 3,626 tekstów w 224 tomach.

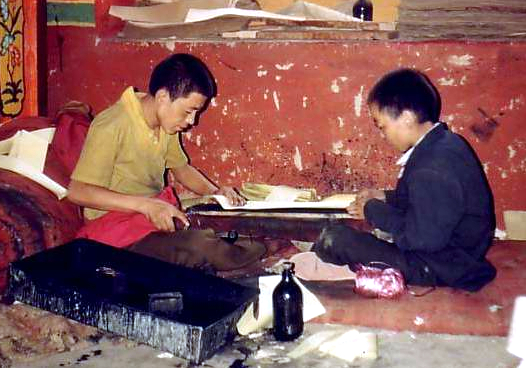
Mnisi buddyjscy przy kopiowaniu buddyjskich tekstów. Klasztor Sera w Tybecie. 1993

## Buddyjski kanon
Tengjur został utworzony jako zbiór komentarzy zarówno do sutr i tantr, traktatów (sanskryt: siastra) i prac mahajany na temat filozofii abhidharma.
W połączeniu z kolekcją 108 tomową Kangjur Tengjur tworzy podstawowy kanon buddyzmu tybetańskiego, zawierający 4,569 prac."
Kolekcja Tengjuru w Pekinie zawiera następujące prace:
- Sutry: 1 tom; 64 tekstów.
- Komentarze do tantr; 86 tomów; 3055 tekstów.
- Komentarze do sutr; 137 tomów; 567 tekstów.

1. komentarze do Pradżniaparamity, 16 tomów.
2. traktaty o Madjamace, 29 tomów.
3. traktaty o Czittamatrze, 29 tomów.
4. teksty o filozofii Abhidharma, 8 tomów.
5. teksty o rozmaitej tematyce, 4 tomów.
6. komentarze o dyscyplinie Vinaja, 16 tomów.
7. opowieści, 4 tomów.
8. komentarze do nauk ścisłych, 43 tomów.